# Георги Наумов (политик)
Вижте пояснителната страница за други личности с името Георги Наумов.
Георги Наумов (на македонска литературна норма: Ѓорѓи Наумов) е политик от Северна Македония.

## Биография
Наумов е народен обвинител в Югославия и сътрудник на държавна сигурност в Македония. През 1991 година става пръв министър на правосъдието, а през 1998 е назначен за министър без ресор.